# Chance-Vought F4U Corsair
El Chance Vought F4U Corsair va ser un caça bombarder embarcat que va estar en servei principalment durant la Segona Guerra Mundial i la Guerra de Corea. La demanda de l'avió aviat va sobrepassar la capacitat de producció de la companyia Vought, de manera que també va ser produït per Goodyear i Brewster: els Corsair de Goodyear van ser designats FG i se'n van construir 3.808 unitats i els de Brewster, designats F3A i dels que es van construir 735 aparells. Des del lliurament del primer prototip a l'Armada dels Estats Units l'any 1940, fins a la darrera entrega realitzada l'any 1953 a França, Vought va produir 12,571 avions F4U Corsair, sent el caça amb motor d'explosió produït durant més temps en la història dels Estats Units.

## Disseny
L'1 de febrer de 1938 la Marina dels Estats Units van publicar els requeriments per la construcció d'un caça embarcat monoplà per tal de substituir el Grumman Wildcat i el Grumman Hellcat. L'equip de la Chance Vought Division, de United Aircraft, conduït per Rex B. Beisel va dissenyar el F4U que, originàriament va ser designat com V-166B, per complir amb aquestes especificacions. Per facilitar els aterratges en vaixells, molt sovint durs, els enginyers de Vought van escollir una ala en forma de diedre negatiu o gavina invertida, fet que li donava un aspecte característic, i portava un motor radial Pratt & Whitney XR-2800-4 Double Wasp, de 18 cilindres i 1.850 cavalls de potència en la seva primera versió que, posteriorment, seria substituït per un Pratt & Withney R-2800-8 de 2.000 cavalls. A més a més, les ales del F4U es plegaven després de l'aterratge, facilitant l'emmagatzematge sobre els portaavions.

## Història operacional
La Marina dels Estats Units van fer la comanda d'un prototipus el 30 de juny de 1938, conegut com a XF4U-1, que va fer el seu primer vol el 29 de maig de 1940 i l'1 d'octubre d'aquell mateix any, es va convertir en el primer avió estatunidenc en superar les 400 mph. Posteriorment, el 30 de juny de 1941 es va signar un contracte per construir 584 unitats.
A partir del 31 de juliol de 1942, que va ser quan l'Armada dels Estats Units va rebre la primera unitat fabricada per Vought, va ser utilitzat en el Pacífic, convertint-se ràpidament en el caça embarcat més capaç de la Segona Guerra Mundial, i alguns pilots japonesos el van considerar el caça nord-americà més formidable d'aquesta guerra. Amb l'armada nord-americana, el F4U Corsair va obtenir 2.140 victòries sobre els aparells japonesos amb una contrapartida de només 189 aparells propis perduts. A més de ser un caça excel·lent, el Corsair va resultar ser un excel·lent caça bombarder, servint gairebé exclusivament en aquest últim paper durant la Guerra de Corea i les guerres colonials franceses a la Indoxina i Algèria.
El Corsair va servir en l'Armada dels Estats Units, en el Cos de Marines dels Estats Units, en l'arma aèria de la flota de la Royal Navy britànica, a la Reial Força Aèria de Nova Zelanda, a la Aéronavale de la Marina Nacional de França, així com en altres forces aèries de menor grandària, fins als anys 1960.

## Variants
- F4U-1: Versió original del Corsair inicialment coneguda com a V-166B amb motors Pratts & Whitney de 1850, 2000 i 2250 cavalls de potència.
- FG-1: Versió del F4U-1 fabricat per Goodyear.
- F3A-1: Versió del F4U-1 fabricat per Brewster Aeronautical Corporation.
- F4U-2: Versió per a utilitzar com a caça nocturn. Es van arribar a modificar 12 unitats d'F4U-1 eliminant dues de les metralladores per ser substituïdes per un radom que contenia un equip de radar d'intercepció aèria i també estaven equipats amb pilot automàtic.[3]
- F4U-3: Versió per a vols de gran altura que portava un super-carregador 1009A turbo que permetia a l'avió arribar als 12.190 m d'altura amb una autonomia de 2.300 km.[3]
- F4U-4: Versió amb un motor R-2800-18W amb injecció d'aigua de 2.450 cavalls i la cabina redissenyada. També es van fer versions de caça nocturn i de aeronau de reconeixement.[3]
- F4U-5: Versió caça bombarder amb un motor R-2800-32W de 2.675 cavalls, possibilitat de portar una càrrega de bombes de fins a 2.359 kg i les ales amb els panells exteriors coberts de metall quan, tots els models anteriors, les portaven cobertes de tèxtil.[3]
- F4U-6: Tan sols va ser una unitat que es va adaptar del F4U-5 per al seu ús per suport aeri proper.[3]
- F4U-7: Unitats utilitzades per l'Aviation Navale francesa i l'ús de l'exèrcit d'Indoxina.[3]

## Especificacions del F4U-1
Dades de La enciclopedia de la aviación
Característiques generals
- Tripulació: 1
- Longitud: 10,17 m
- Envergadura: 12,5 m
- Alçada: 4,9 m
- Pes carregat: 6.350 kg
- Motors: 1×  motor radial Pratt & Withney R-2800-8 , 1.492 kW

 Rendiment 
- Velocitat màxima: 671 km/h
- Abast: 1.633 km
- Sostre de servei: 11.247 m

Armament

6 metralladores de 12,7 mm. a les ales